# Fluoro-cannilloite
La fluoro-cannilloite (simbolo IMA: Fca) è un raro minerale del supergruppo dell'anfibolo, all'interno del quale viene collocato nel "gruppo degli anfiboli con W(OH,F,Cl)-dominante" e da lì al sottogruppo degli anfiboli di calcio dove forma il "gruppo contenente la radice cannilloite nel nome"; essendo un anfibolo, appartiene agli inosilicati e pertanto alla famiglia minerale dei "silicati", e possiede composizione chimica CaCa2(Mg4Al)(Si5Al3)O22F2.
La fluoro-cannilloite è definita come minerale avente in posizione C Mg>Fe2+ e Al>Fe3+, e il fluoro come anione dominante nella posizione W.

## Etimologia e storia
Il nome deriva dal suo contenuto di fluoro e dalla sua relazione con la cannilloite, un minerale non riconosciuto dall'IMA.
È stata scoperta nel 1996 in un campione proveniente da Pargas in Finlandia raccolto nel XIX secolo e conservato nel museo del dipartimento di scienze della Terra dell'Università di Pavia.
Il termine cannilloite è in onore di Elio Cannillo per i suoi studi relativi alla cristallochimica dei pirosseni e degli anfiboli.
In origine era denominata fluor-cannilloite ma con la revisione della nomenclatura degli anfiboli del 2012 è stato deciso di usare come prefisso fluoro-.

## Classificazione
Nella classica nona edizione della sistematica dei minerali di Strunz, aggiornata dall'Associazione Mineralogica Internazionale (IMA) fino al 2009, elenca la fluoro-cannilloite (scritta però come fluorocannilloite senza trattino in mezzo) nella classe "9. Silicati (germanati)" e nella sottoclasse "9.D Inosilicati"; questa viene più finemente suddivisa in base alla struttura cristallina del minerale, in modo tale che la fluoro-cannilloite possa essere trovata nella sezione "9.DE Inosilicati con catene doppie di periodo 2, Si4O11; clinoanfiboli" dove forma il sistema nº 9.DE.10.
Questa classificazione viene mantenuta invariata anche nell'edizione successiva, proseguita dal database "mindat.org" e chiamata Classificazione Strunz-mindat.
Nella Sistematica dei lapis (Lapis-Systematik) di Stefan Weiß la fluoro-cannilloite si trova nella classe dei "silicati" e nella sottoclasse degli "inosilicati"; qui è nella sezione dei minerali con struttura "[Si4O11] a due bande 6-; gruppo degli anfiboli; Ca2-anfiboli" dove forma il sistema nº VIII/F.10.
Anche la classificazione dei minerali secondo Dana, usata principalmente nel mondo anglosassone, elenca la fluoro-cannilloite nella famiglia dei "silicati"; qui è nella classe degli "inosilicati: catene doppie non ramificate, W=2" e nella sottoclasse degli "inosilicati: catene doppie non ramificate, configurazione anfibolo W=2" dove forma il "gruppo 2, anfiboli di calcio" con il sistema nº 66.01.03a.

## Abito cristallino
La fluoro-cannilloite cristallizza nel sistema monoclino nel gruppo spaziale C2/m (gruppo nº 12) con i parametri di reticolo a = 9,826(4) Å, b = 17,906(9) Å, c = 5,301(3) Å e β = 105,41(4)°, oltre ad avere 2 unità di formula per cella unitaria.

## Origine e giacitura
La fluoro-cannilloite è stata trovata nel marmo costituito principalmente di calcite in paragenesi con anortite, calcite, diopside, fluorite, muscovite e piropo.
Il minerale è molto raro ed è stato trovato solo nella sua località tipo, la cava "Limberg" (60.2977°N 22.29273°E) a Pargas (in Finlandia).

## Forma in cui presenta in natura
La fluoro-cannilloite è stata trovata in granuli anedrali isolati e piccoli aggregati granulari di dimensioni fino a 0,15 x 0,15 x 0,20 mm di diametro.
Il minerale è traslucido con lucentezza vitrea; il colore è grigio-verde e quello dello striscio è bianco grigiastro.